# Кориналдо
Кориналдо (итал. Corinaldo) насеље је у Италији у округу Анкона, региону Марке.
Према процени из 2011. у насељу је живело 2614 становника. Насеље се налази на надморској висини од 127 м.

## Становништво
| 1936. | 1951. | 1961. | 1971. | 1981. | 1991. | 2001. | 2011. |
| ----- | ----- | ----- | ----- | ----- | ----- | ----- | ----- |
| 7.043 | 7.217 | 6.066 | 5.362 | 5.360 | 5.236 | 5.170 | 5.106 |